# هلال (اسم)
هلال هو اسم علم مذكر من أصل عربي، ومعناه هو القمر في غير بدوره.

## الأصل اللغوي
غُرَّةُ القَمَرِ، وهي: شكلُه أَوَّلَ لَيْلَةٍ حين يُهِلُّه النّاسُ في غُرَّةِ الشَّهْرِ، أي في أول ظهور الشهر. سُمِّيَ بذلك؛ لإهلالِ النّاسِ عند نَظَرِهِم إليه حيث يَرفَعُونَ أصواتَهُم بِالإخبارِ عنه. 

## شخصيات تحمل الاسم
- هلال الأطرش (سياسي سوري)
- هلال الحلوي (لاعب كرة قدم لبناني، 24 نوفمبر 1994[4] – )
- هلال الصابئ (كاتب ديوان ومؤرخ عراقي، 969[5] – 1056[5][6])
- هلال بن وكيع
- هلال بن أمية
- هلال سعيد (لاعب كرة قدم إماراتي، 12 مايو 1977[7] – )
- هلال سعيد المسماري (لاعب كرة قدم إماراتي، 24 مارس 1982 – )
- هلال سيرال
- هلال كابلان (صحفية تركية، 15 أغسطس 1982 – )
- هلال محمد (لاعب كرة قدم قطري، 23 مايو 1993 – )
- هلال هلال (سياسي سوري، 1966 – )
- هلال الأسد

## وصلات خارجية
- موسوعة السلطان قابوس لأسماء العرب